# Harriet Brudenell
Lady Harriet Georgiana Brudenell, contessa Howe (... – 28 ottobre 1836), è stata una nobildonna inglese.

## Biografia
Era la figlia di Robert Brudenell, VI conte di Cardigan, e di sua moglie, lady Penelope Anne Cooke.

## Matrimonio
Sposò, il 20 marzo 1820, Richard Curzon-Howe, I conte di Howe, figlio di Penn Assheton Curzon e di sua moglie Sophia Charlotte Howe, baronessa Howe. Ebbero dieci figli:
- George Augustus Frederick Louis Curzon-Howe, II conte di Howe (16 gennaio 1821-4 febbraio 1876), sposò Harriet Mary Sturt, ebbero una figlia;
- Richard Curzon-Howe, III conte Howe (14 febbraio 1822-25 settembre 1900);
- Frederick Howe (16 luglio 1823-23 settembre 1881)
- Henry Dugdale Curzon (21 settembre 1824-22 marzo 1910), sposò Eleonor Young Swinburne, ebbero sei figli;
- Lady Georgiana Charlotte Curzon (29 settembre 1825-14 maggio 1906), sposò Henry Charles FitzRoy Somerset, VIII duca di Beaufort, ebbero cinque figli;
- William Henry Curzon (1º giugno 1827-5 gennaio 1913), sposò Emily Cowper, ebbero una figlia;
- Ernest George Curzon (12 agosto 1828-5 marzo 1885), sposò Augusta Latham Hallifax, ebbero sei figli;
- Leicester Smyth (25 ottobre 1829-27 gennaio 1891), sposò Alicia Mary Eliza Smyth, non ebbero figli;
- Lady Adelaide Ida Curzon (1835-22 marzo 1903), sposò Francis Fane, XII conte di Westmorland, ebbero quattro figli;
- Lady Emily Marie Curzon (1836-9 dicembre 1910), sposò Sir Robert Nigel Fitzhardinge Kingscote, ebbero quattro figli.

## Morte
Morì il 25 ottobre 1836.